# بیماری‌های پوستی

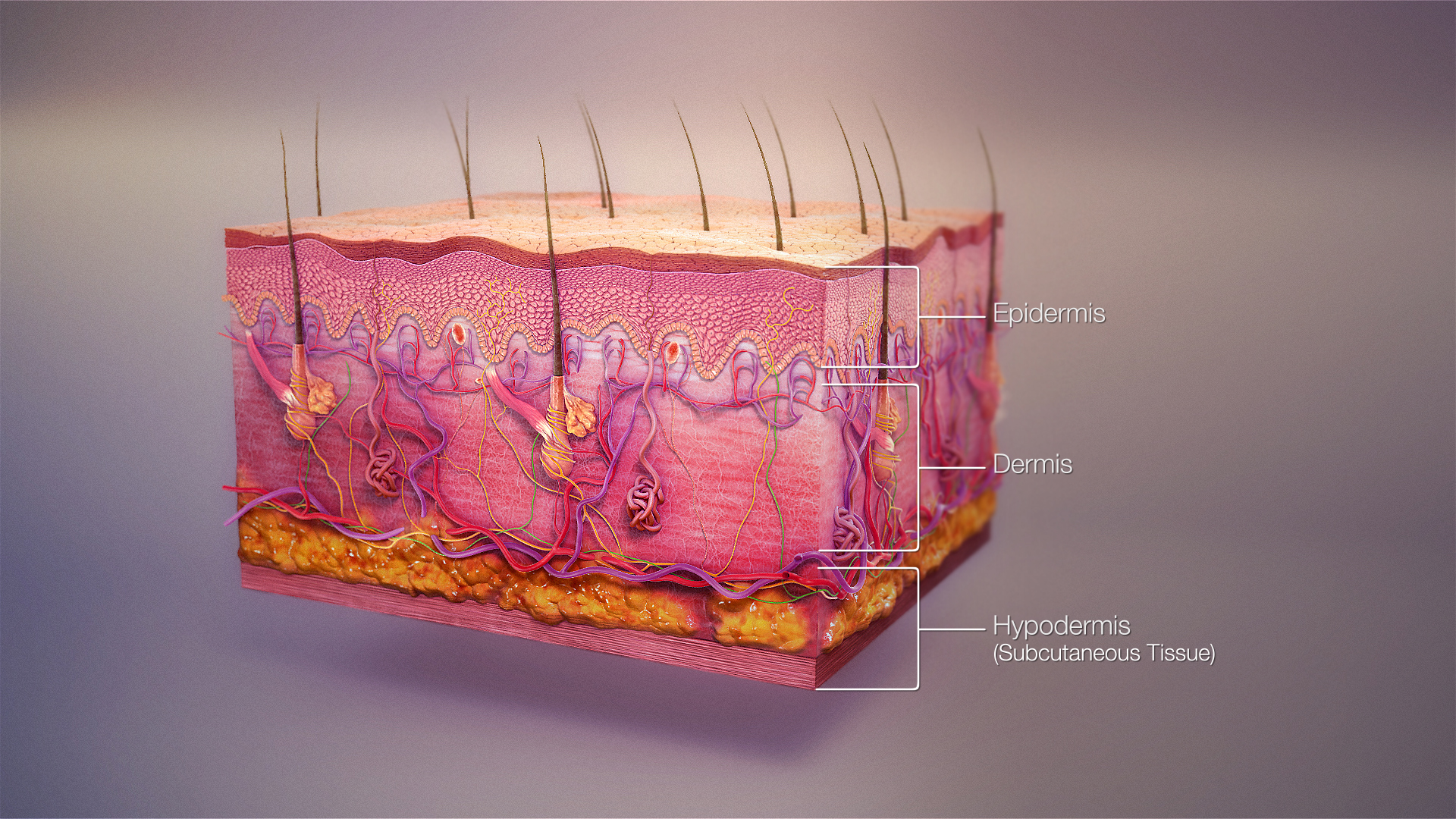
تصویر سه بعدی پزشکی که لایه های مختلف پوست را نشان می‌دهد

بیماری پوستی به بیماری‌هایی گفته می‌شود که دستگاه پوششی بدن را تحت تأثیر خود قرار دهند. منظور از دستگاه پوششی، دستگاهی زیستی شامل اندام‌های مختلف است که وظیفه حفاظت از بدن در برابر محیط بیرونی را برعهده دارد و شامل پوست، مو، ناخن، و ماهیچه‌ها و غده‌های مرتبط با آن‌ها است.
برخی اعتقاد دارند استفاده بیش از حد از فراورده‌های آرایشی به ویژه انواع غیرمجاز آن ممکن است موجب پیری زودرس، تغییر رنگ پوست و ایجاد بیماری و حساسیت‌های پوستی گردد.
همچنین بر اساس تحقیقات به عمل آمده «استرس» یکی عوامل تأثیر گذار در ایجاد یا تشدید برخی از بیماری‌های پوستی می‌باشد.

## انواع ضایعات پوستی
ضایعات اولیه مانند ماکول (Macule)، پچ (Patch)، پاپول (Papule)، پلاک (Plaque)، ندول (Nodule)، وزیکول (Vesicle)، بولا (Bulla)، پوستول (Pustule)، کیست (Cyst)، اروزیون (Erosion)، اولسر (Ulcer)، فیسور (Fissure)، ویل (Wheal)، گشادشدگی مویرگ‌ها (Telangiectasia)، بارو (Burrow) و پسوریازیس (psoriasis).
ضایعات ثانویه مانند پوسته یا اسکیل (Scale)، دلمه یا کراست (Crust)، لیکنیفیکاسیون (Lichenification)، اکسکوریاسیون (Excoriation)، اندوراسیون (Induration)، آتروفی (Atrophy)، ماسراسیون (Maceration) و اومبیلیکاسیون (Umbilication).

### سرخ‌هاله
سرخ‌هاله (به انگلیسی: flare) سرخی اطراف ورم کهیری که واکنش پوست در برابر آلرژی است را گویند.

## نگارخانه

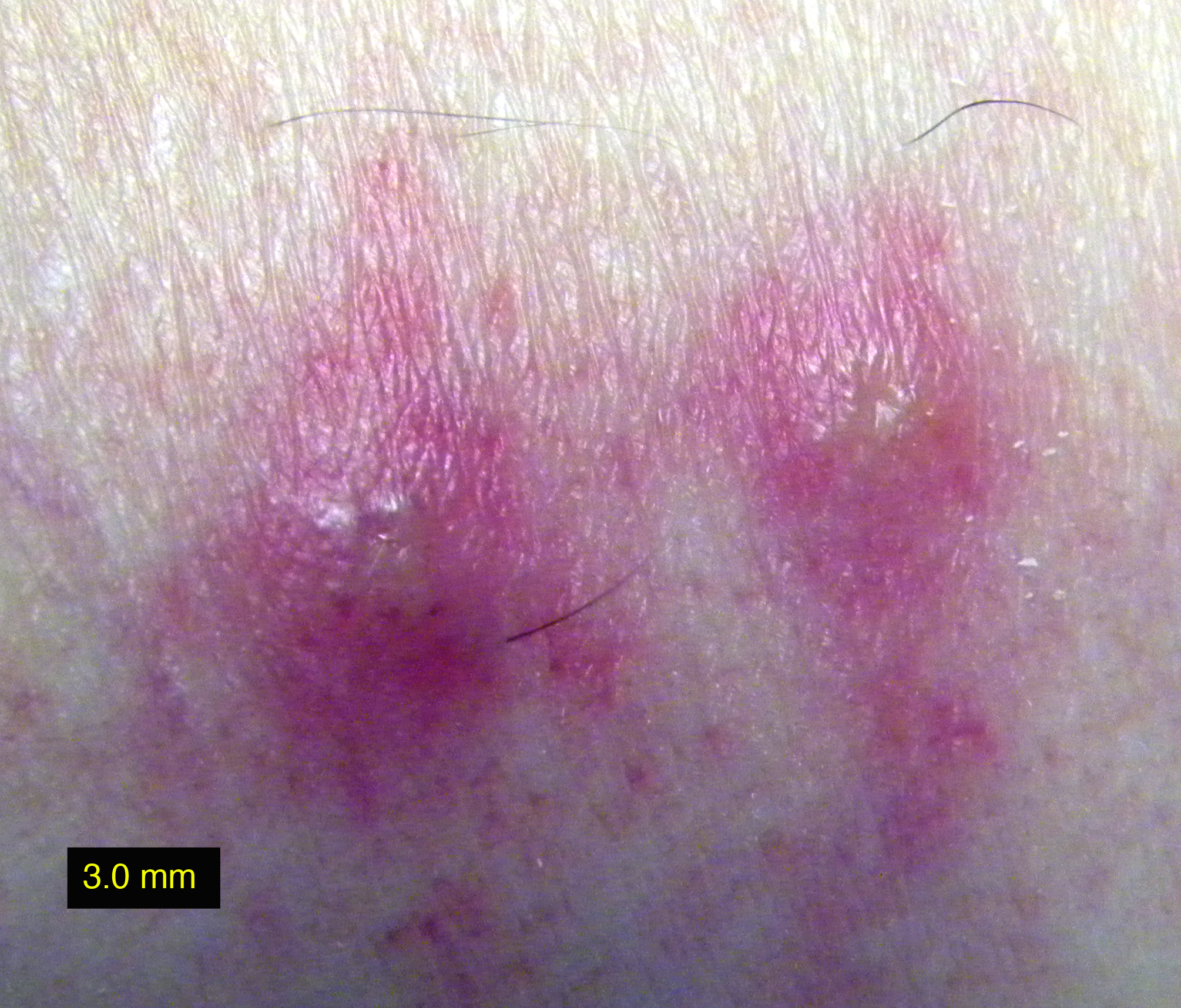
Chigger bites on human skin showing characteristic welts
سفت‌دانه و لوحک یا پلاک
آبدانه و آب‌کیسه
فیسور، اروزیون و اولسر
چپ